# 湯淺墾道
湯淺 墾道（ゆあさ はるみち、1970年1月 - ）は、日本の情報セキュリティ学研究者。一般財団法人情報法制研究所参与。専門は、「情報セキュリティ」・「個人識別とプライバシー保護」・「法学基礎」・「セキュリティの法律実務」である。明治大学教授。元情報セキュリティ大学院大学（学校法人岩崎学園）情報セキリュティ研究科教授、副学長。元九州国際大学副学長。

## 略歴
- 1988年　神奈川県立新城高等学校卒業
- 1994年　青山学院大学法学部公法学科卒業
- 1996年　青山学院大学大学院法学研究科公法専攻博士前期課程修了
- 2001年　慶應義塾大学大学院法学研究科政治学専攻博士課程退学
- 2002年　慶應義塾大学法学部非常勤講師
- 2004年　九州国際大学法学部専任講師
- 2007年　九州国際大学法学部准教授
- 2008年　九州国際大学法学部教授、副学長
- 2009年　九州国際大学法学部社会文化研究所所長
- 2011年　九州国際大学教授退任、同客員教授に就任、情報セキュリティ大学院大学教授就任
- 2011年　九州大学非常勤講師に就任（法情報学）
- 2021年　明治大学ガバナンス研究科教授就任。

## 研究テーマ
日米の選挙制度・代表制度の比較研究及び、自治基本条例、選挙研究、アファーマティブ・アクション

## 所属学会
- デジタル・フォレンジック研究会（理事）
- 情報ネットワーク法学会
- 日米法学会
- 日本政治学会
- 日本選挙学会

## 外部活動
- 一般財団法人　情報法制研究所参与
- 福津市男女共同参画審議会長
- 福津市情報公開・個人情報保護審査会委員
- 古賀市情報公開・個人情報保護運営審議会委員
- 下関市公文書公開審査会委員
- 北九州市自治基本条例に基づく市政運営の評価検討委員会委員長[2]
- 北九州市情報公開審査会委員
- 北九州市男女共同参画推進審議会委員

## 著書
- 『電子化社会の政治と制度』　単著（有限会社オブアワーズ、2006年）ISBN 4-902182-06-8
- 『人文社会科学とコンピュータ』（共著）杉田米行編 （成文社、2001年）
- 『インターネットの効率的学術利用』（共著）杉田米行編 （成文社、2004年4月）ISBN 4-915730-44-1

## 論文
- 「電子投票の諸問題」『判例タイムズ』2005年
- 「アメリカにおける電子投票の近時の動向」『九州国際大学法学論集』2005年
- 「マイノリティ・マジョリティ選挙区割の形成」『九州国際大学法学論集』2006年
- 「各国の電子投票制度」『九州国際大学法学論集』14(3), 21-89, 2008年
- 「自治基本条例の構造と動態」『九州国際大学法学論集』15(2), 73-108, 2008年
- 「アファーマティブ・アクションとセットアサイド」『九州国際大学法学論集』15(3), 293-340, 2009年